# Urte ilunak
Urte ilunak, estrenada en castellà com Los años oscuros, és una pel·lícula basca dirigida el 1993 per Arantxa Lazkano. Rodada en basc i en castellà, és Considerada un exercici visual profund i reflexiu sobre la postguerra i el franquisme al País Basc. Va suposar el debut cinematogràfic de Bárbara Goenaga.

## Argument
Una nena de vuit anys, Itziar, viu un món de repressió i tristesa tant a casa com a l'escola. Els seus pares són uns nacionalistes bascos derrotats que bolquen les seves frustracions en ella imposant-li un règim de càstigs desproporcionats i injustos, i a l'escola estudia en un col·legi de monges on li és imposat el sistema repressor típic del franquisme basat en la por i la humiliació. L'única via per escapar és el carrer, on coneix una nena i ambdues juguen a la muntanya en un ambient de llibertat. Una malaltia acaba amb aquesta situació i és enviada a un internat. Al cap d'uns anys, Itziar torna al poble i troba els seus amics, però tot és diferent.

## Repartiment
- Eider Amilibia
- Garazi Elorza
- Klara Badiola
- Carlos Panera
- Amaia Basurto
- Andrea Toledo
- Bárbara Goenaga
- Nere Illarramendi
- Nora Gurrutxaga
- Haizea Uria
- Gorka Iruretagoiena
- Asier Arriola
- Jose Lizaso
- Nerea Arrizabalaga
- Ana Miranda
- Miren Gojenola
- Itziar Lazkano
- Mikel Albisu Cuerno
- Ramon Ibarra
- Felipe Barandiaran
- Joseba Arrasate
- Txema Blasco
- Maite Zumeta
- Ramon Barea
- Daniel Trepiana
- Javier Merino
- Amaia del Rio
- Maider Gambas
- Felix Arkarazo
- Maria Luisa Arellano

## Premis i nominacions
- Premi al Millor Guió en el Festival Internacional de Pontevedra (1993)[3]
- Premi al Millor Guió en la III edició dels premis al Cinema Basc de "El Mundo" (1994)
- Premi a la Millor Pel·lícula en el Fòrum Nous Realitzadors de Múrcia (1994).
- Nominada al Goya al millor director novell.[4]